# Cardiophorus ovipennis
Cardiophorus ovipennis là một loài bọ cánh cứng trong họ Elateridae. Loài này được Desbrochers des Logis miêu tả khoa học năm 1875.